# Banatski Monoštor
Banatski Monoštor (cyr. Банатски Моноштор) – wieś w Serbii, w Wojwodinie, w okręgu północnobanackim, w gminie Čoka. W 2011 roku liczyła 102 mieszkańców.